# Panagyurishte Nunatak
Panagyurishte Nunatak är en nunatak i Antarktis. Den ligger i Sydshetlandsöarna. Argentina, Chile och Storbritannien gör anspråk på området. Toppen på Panagyurishte Nunatak är 187 meter över havet.
Terrängen runt Panagyurishte Nunatak är kuperad åt sydost, men åt nordväst är den platt. Havet är nära Panagyurishte Nunatak västerut. Trakten är glest befolkad. Närmaste befolkade plats är Maldonado Station, 10,6 kilometer öster om Panagyurishte Nunatak. 